# Клаудіо Хара
Клаудіо Мігель Хара Гранадос (ісп. Claudio Miguel Jara Granados; нар. 6 травня 1959, Ередія, Коста-Рика) — костариканський футболіст та тренер, виступав на позиції нападника. Учасник чемпіонату світу з футболу 1990 року. Володар Кубку націй Центральної Америки 1991 року.

## Клубна кар'єра
Розпочав професіональну кар'єру 1982 року в «Ередіано», команді з рідного для нього міста. За 11 років, проведених у клубі, з 99 забитими м'ячами гравець став найкращим бомбардиром за всю його історію, а також найкращим бомбардиром чемпіонату Коста-Рики 1987 року й двічі — чемпіоном країни.
У 1992 році Хара перейшов в «Алахуеленсе», кольори якого захищав два роки. Наступні 6 місяців провів у колумбійському клубі «Атлетіко Букараманга», а потім повернувся в «Ередіано». Наступні роки грав також за сальвадорську «Альянсу», та костариканські «Гуанкастеку» і «Кармеліту», але після отриманої в 1996 році серйозної травми коліна змушений був завершити кар'єру футболіста.

## Кар'єра в збірній
Дебют за збірну Коста-Рики відбувся в 1983 році; всього ж за національну команду провів 46 поєдинків, відзначився 11-ма голами. У 1990 році увійшов до складу збірної для участі на чемпіонаті світу в Італії, де відіграв всі 4 поєдинки своєї команди, але забити м'яч на мундіалі так і не вдалося.
У 1991 році в складі своєї збірної став володарем Кубка націй Центральної Америки та найкращим бомбардиром турніру, а також брав участь в Золотому кубку КОНКАКАФ, де костариканці зайняли 4 місце.
Останній матч у футболці національної команди провів проти збірної Саудівської Аравії 17 грудня 1994 року.

## Кар'єра тренера
По завершенні кар'єри гравця розпочав тренерську діяльність. У січні 2010 року став головним тренером «Саграда Фамільї». У грудні 2012 року подав у відставку з посади головного тренера «Ередіано» через 4 місяці після приходи на свою посаду.

## Особисте життя
Брат, Джованні Хара, зіграв 422 матчі за «Ередіано» та виступав за національну збірну Коста-Рики.

## Досягнення
«Ередіано»
- Чемпіонат Коста-Рики
  -  Чемпіон (2): 1984/85, 1986/87

- Найкращий бомбардир Чемпіонату Коста-Рики (1): 1986/87

збірна Коста-Рики
- Центральноамериканський кубок
  -  Володар (1): 1991
- Переможець Чемпіонату націй КОНКАКАФ: 1989

- Найкращий бомбардир Центральноамериканського кубку (1): 1991